# Brunnenthal
Brunnenthal település Ausztriában, Felső-Ausztria tartományban, a Schärdingi járásban, területe 15 km².

## Fekvése
Tengerszint feletti magassága 383 méter. Brunnenthal Neuhaus am Inn, Wernstein am Inn, Schardenberg, Rainbach im Innkreis, Sankt Florian am Inn és Schärding településekkel határos.

## Népesség
Lakosainak száma 2032 fő (2018. január 1.).